# پوی سیپی (حوزه سرشماری)، ویسکانسین
پوی سیپی (به انگلیسی: Poy Sippi) یک منطقهٔ مسکونی در ایالات متحده آمریکا است که در شهرستان واشرا، ویسکانسین واقع شده‌است. پوی سیپی ۳۷۱ نفر جمعیت دارد.